# Schutzstaffel
Schutzstaffel (známější pod zkratkou SS nebo ), česky Ochranný oddíl, byla ozbrojená organizace NSDAP vytvořená v roce 1925 z oddaných přívrženců Adolfa Hitlera a působila původně jako jeho osobní stráž. V čele SS v době její největší moci stál Heinrich Himmler jako Reichsführer-SS (říšský vůdce SS). Postupem času si organizace podřídila veškerý bezpečnostní aparát nacistického státu včetně vyhlazovací politiky. Jejím symbolem byly dva runové znaky pro hlásku S (ᛋ, runa sigel či sowulo, nacisty zvaná sig jako symbol vítězství, Sieg) na černém pozadí.

## Historie

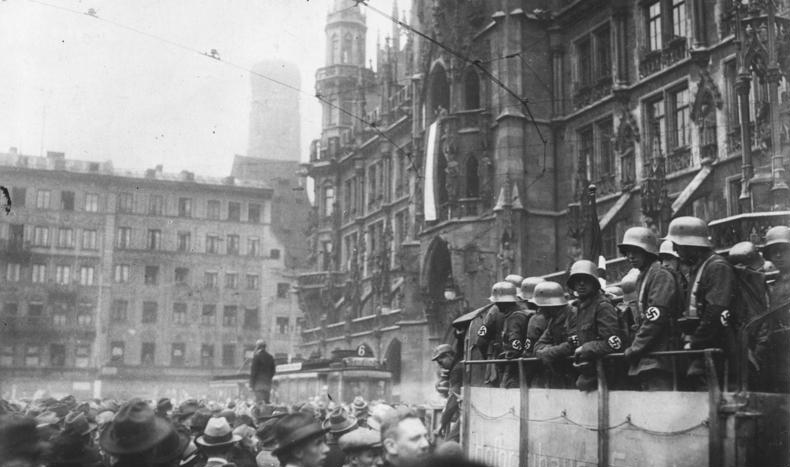
Příznivci NSDAP a útočné jednotky v Mnichově během pivního puče, 1923

Přímým předchůdcem byl oddíl SA nazvaný Stabswache (Štábní stráž), zřízený v květnu 1923 v počtu 8 mužů pod vedením Emila Mauriceho s cílem chránit vedení NSDAP při veřejných akcích a později přejmenovaný na Stoßtrupp Adolf Hitler a rozšířený o další čtyři muže. Po Mnichovském puči a zákazu NSDAP byl oddíl rozpuštěn.
Dnem vzniku SS je tak až 9. listopad 1925,[rozpor] kdy byla vytvořena elitní bojová a bezpečnostní složka Schutzstaffel (SS) pod vedením Julia Schrecka. Z malé skupinky lidí vedené stále jako zvláštní oddíl SA postupně rostla organizace s pevnou vojenskou hierarchií a se sklony k násilí. Dne 6. ledna 1929 byl do jejího čela jmenován Heinrich Himmler.
Dne 4. srpna 1929 byl ukončen čtyřdenní sjezd NSDAP v Norimberku, kde byl mimo jiné vznesen požadavek zavedení všeobecné branné povinnosti v Německu. Sjezd zakončoval slavnostní pochod oddílů SS a SA o síle 60 000 příslušníků. Průvod se neobešel bez násilí a v jeho průběhu došlo k celé řadě pouličních bitek, což mělo za následek další propagaci síly SS, respektive celé NSDAP. Rozrůstající se násilí ze strany oddílů SA a SS vedlo 13. dubna 1932 německou vládu k vydání nouzového nařízení „k zajištění státní autority“, čímž byla zakázána činnost organizací SA a SS.
Zákaz legální činnosti SA a SS se nacistů dotkl, a tak 14. června téhož roku přislíbil Adolf Hitler, že pokud budou zákony o zákazu jeho úderných oddílů zrušeny, bude jeho strana respektovat a tolerovat Papenův kabinet. Problémy s SA a SS však i nadále přetrvávaly, což vedlo Mezinárodní vládní komisi pro Sársko k tomu, že 11. listopadu 1932 nařídila rozpustit obě organizace.
Po převzetí moci nacisty došlo dne 2. května 1933 v Německu k likvidaci odborů, jejich úřadovny byly masově obsazovány členy oddílů SA a SS. V noci z 29. na 30. června 1934 vyvrcholila vnitrostranická krize, v níž se Hitler zbavil svých dlouhodobých oponentů včetně osob nepřijatelných pro špičky tehdejší německé armády, a upevnil tak svou moc ve straně i navenek. Událost vešla do historie pod názvem Noc dlouhých nožů a došlo během ní k vyvraždění vrcholných příslušníků SA. Významný podíl na vraždění měly oddíly SS, které byly odměněny vyřazením ze svazku SA a postavením samostatné složky nacistického režimu podléhající pouze Hitlerovi.
Dne 31. března 1935 převzaly jednotky SS strážní a dozorčí službu ve zřízených koncentračních táborech a pozvolna začaly naplňovat své plány o nastolení konečného řešení. Dne 17. června 1936 byl Heinrich Himmler jmenován do funkce šéfa německé policie.

## Struktura SS
Tím byl položen základ struktury SS v dalších letech, kdy byly SS rozčleněny na:
- Allgemeine SS – původní teritoriálně členěné SS, které se s postupem doby staly jakousi rezervou pro další složky nacistického režimu;
- Waffen-SS – ozbrojené křídlo, vybudované jako stranická paralela wehrmachtu;
- SS-Totenkopfverbände – oddíly strážní služby v koncentračních táborech;
- policejní jednotky – kromě samostatné pořádkové policie (Ordnungspolizei – Orpo) byla součástí SS i bezpečnostní policie (Sicherheitspolizei – Sipo) zahrnující kriminální policii (Kriminalpolizei – Kripo) a gestapo. Sipo byla později spojena se stranickou bezpečnostní službou Sicherheitsdienst v RSHA pod vedením Reinharda Heydricha.

## Hodnosti SS

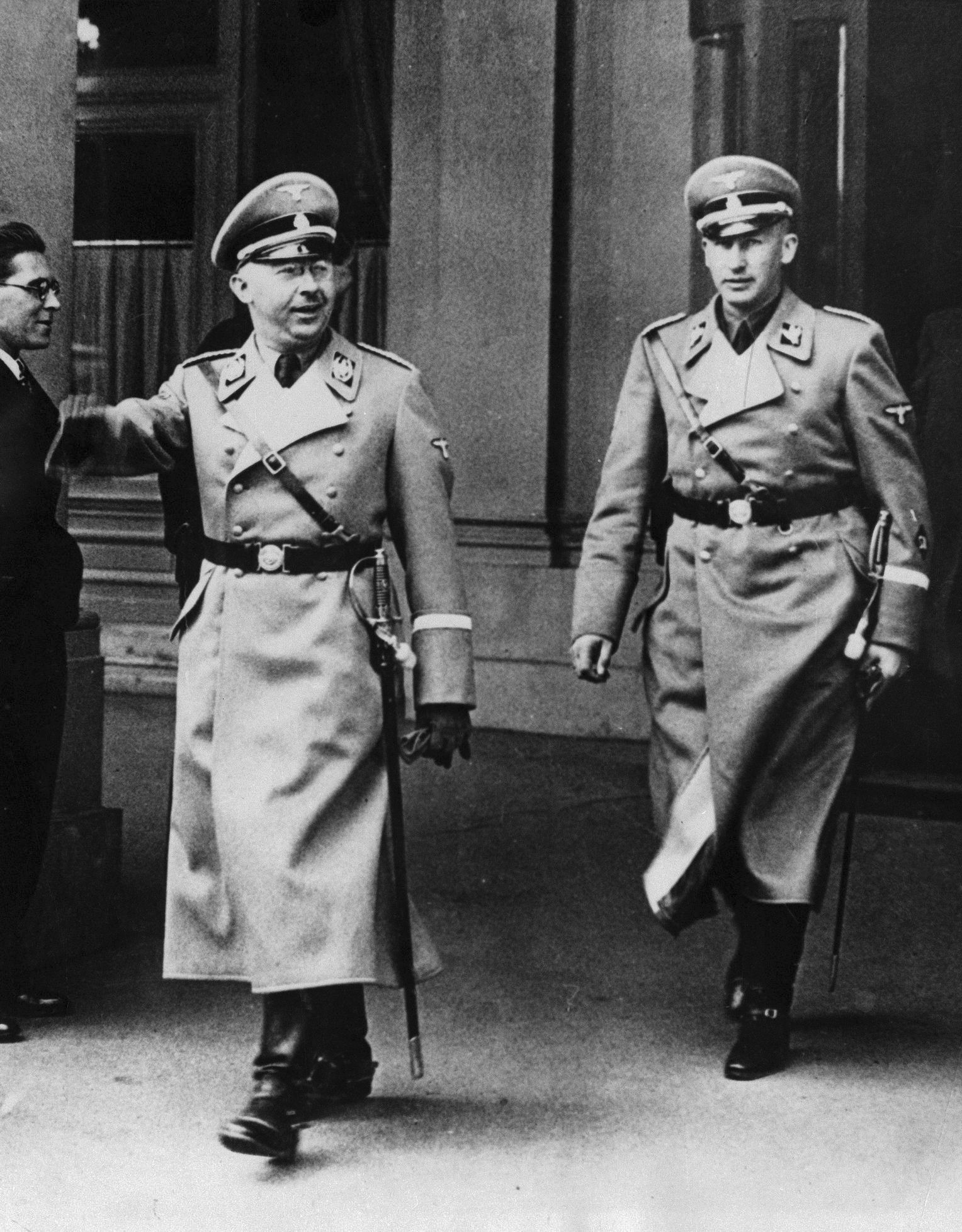
Reinhard Heydrich (vpravo) byl Himmlerovým chráněncem a vedoucí postavou SS až do atentátu v roce 1942.

Hodnosti SS v podstatě odpovídaly klasickým vojenským hodnostem. Zde pro lepší pochopení srovnány s wehrmachtem.
| SS                  | wehrmacht                                                                                                  |
| Reichsführer SS     | říšský maršál                                                                                              |
| Oberstgruppenführer | generálplukovník po roce 1942                                                                              |
| Obergruppenführer   | generálplukovník před rokem 1942                                                                           |
| Gruppenführer       | generálporučík                                                                                             |
| Brigadeführer       | generálmajor                                                                                               |
| Oberführer          | nadplukovník, starší plukovník, v některých publikacích uveden jako první generálská hodnost do roku 1940. |
| Standartenführer    | plukovník                                                                                                  |
| Obersturmbannführer | podplukovník                                                                                               |
| Sturmbannführer     | major |
| Hauptsturmführer    | kapitán |
| Obersturmführer     | nadporučík                                                                                                 |
| Sturmführer         | poručík |
| Untersturmführer    | podporučík                                                                                                 |
| Hauptscharführer    | vrchní šikovatel                                                                                           |
| Oberscharführer     | šikovatel                                                                                                  |
| Scharführer         | rotmistr                                                                                                   |
| Unterscharführer    | rotný |
| Rottenführer        | četař |
| Sturmmann           | svobodník                                                                                                  |
| SS-Mann             | vojín do 1939.                                                                                             |
| Anwärter            | čekatel |

## Waffen-SS

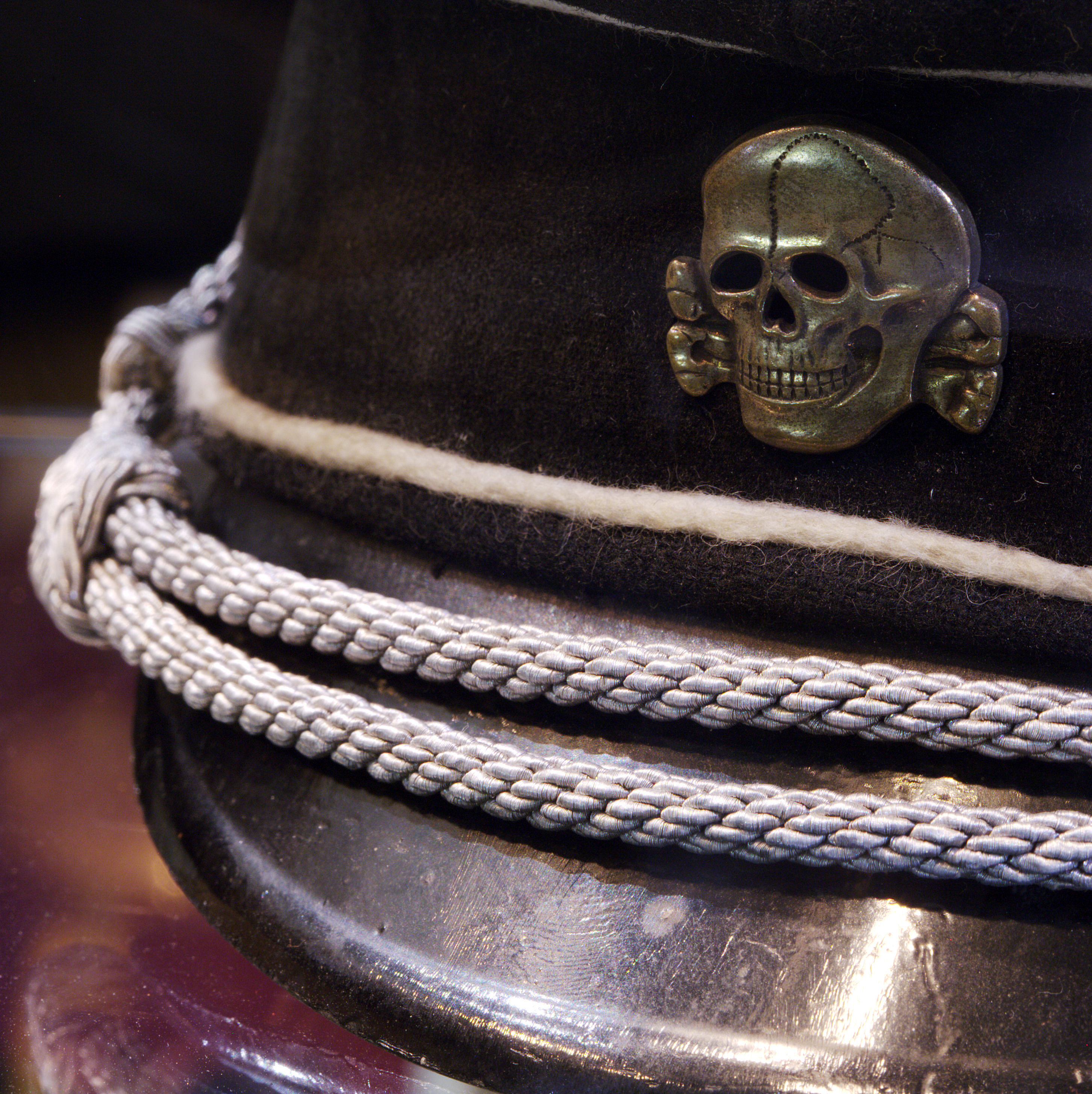
Detail čepice SS s motivem Totenkopf

V říjnu 1936 byl v rámci Hlavního úřadu SS (šéfoval mu Heinrich Himmler) vytvořen „Inspektorat Verfugungstruppen“ pod vedením Paula Haussera, bývalého generála reichswehru. Současně se svým jmenováním SS-brigadeführerem se Hausser stal v roce 1936 hlavním inspektorem Verfügungstruppen. Měl po vojenské stránce slabě vyškolené jednotky SS (jejichž početní stav tehdy dosáhl asi 8500 mužů) přeměnit v dokonale vycvičené a moderními zbraněmi vybavené oddíly.
Výběr odpovídal přísným kritériím nacistického světového názoru a příslušným fyzickým požadavkům (minimální osobní výška pro Leibstandarte činila 180 cm, pro ostatní jednotky 175 cm). Doba trvání služby zde pak byla stanovena pro řadové příslušníky na 4 roky, pro poddůstojníky na 12 let a pro důstojnický sbor na 25 let. Otevřenou cestu do těchto útvarů měli především vzorní příslušníci Hitlerjugend.
V roce 1937 byly součástí Verfügungstruppen tři divize: Germania, Leibstandarte Adolf Hitler a Deutschland. Důstojnické kádry SS se školily ve dvou školách: Junkerschule „Braunschwedig“ a Junkerschule „Bad Toltz“, které ročně vychovávaly celkem 400 důstojníků.
Jednotky SS prokazovaly velkou zmužilost příznačnou pro jejich boj, ovšem ne vždy ctily pravidla vedení války a jejich způsob boje byl leckdy brutální. Vrchní velitelství armády zpočátku neprojevovalo nad výkony SS velké nadšení a raději se zaměřovalo na záporné stránky, především na vysoké procento ztrát v jednotkách SS. Ty byly způsobeny jednak tím, že armáda s oblibou přidělovala zbraním SS ty nejtěžší úkoly, ale také tím, že sami vojáci se nebáli smrti a toužili se osvědčit a splnit těžké bojové úkoly. Ovšem postupem času si jednotky SS vybudovaly skvělou pověst neústupných bojovníků a „hasičů fronty“.

## Osobnosti SS
Vůdcem (Reichsführer-SS; hodnost byla vytvořena v roce 1926) postupně byli:
- Julius Schreck (1925–1926)
- Joseph Berchtold (1926–1927)
- Erhard Heiden (1927–1929)
- Heinrich Himmler (1929–1945)
- Karl Hanke (1945)

Významným pohlavárem SS v českých dějinách byl nepochybně Reinhard Heydrich, zastupující říšský protektor, který zemřel na následky atentátu z 27. května 1942 (operace Anthropoid). Dalšími významnými členy SS byli např. Karl Hermann Frank, Walter Jacobi nebo Kurt Daluege, kteří byli odsouzeni a popraveni českou justicí po skončení druhé světové války.

## Bilance činnosti
I když se SS formálně zabývala bezpečností Třetí říše, byla především pověřována zvláštními úkoly. Naplňovala Hitlerovu ctižádost zbavit Německo a Evropu všech elementů, o nichž se domníval, že si „nezaslouží, aby existovaly“, natrvalo zotročit „nižší lidskou rasu ze slovanských zemí“ a vymýtit z kontinentu veškeré Židy.
SS při vykonávání těchto úkolů organizovala vyvraždění čtrnácti miliónů lidí. Přibližně šesti miliónů Židů, pěti miliónů Ukrajinců, Bělorusů a Rusů, dvou miliónů Poláků, půl miliónu Romů a půl miliónu ostatních, včetně téměř dvou set tisíc nežidovských Němců a Rakušanů, mentálně nebo fyzicky hendikepovaných a takzvaných nepřátel říše. Mezi tyto nepřátele patřili často též političtí odpůrci, kněží, mniši, svědkové Jehovovi, homosexuálové a další nežidovské oběti.

## Přísaha a heslo jednotek SS
Přísaha při příchodu do SS zněla:

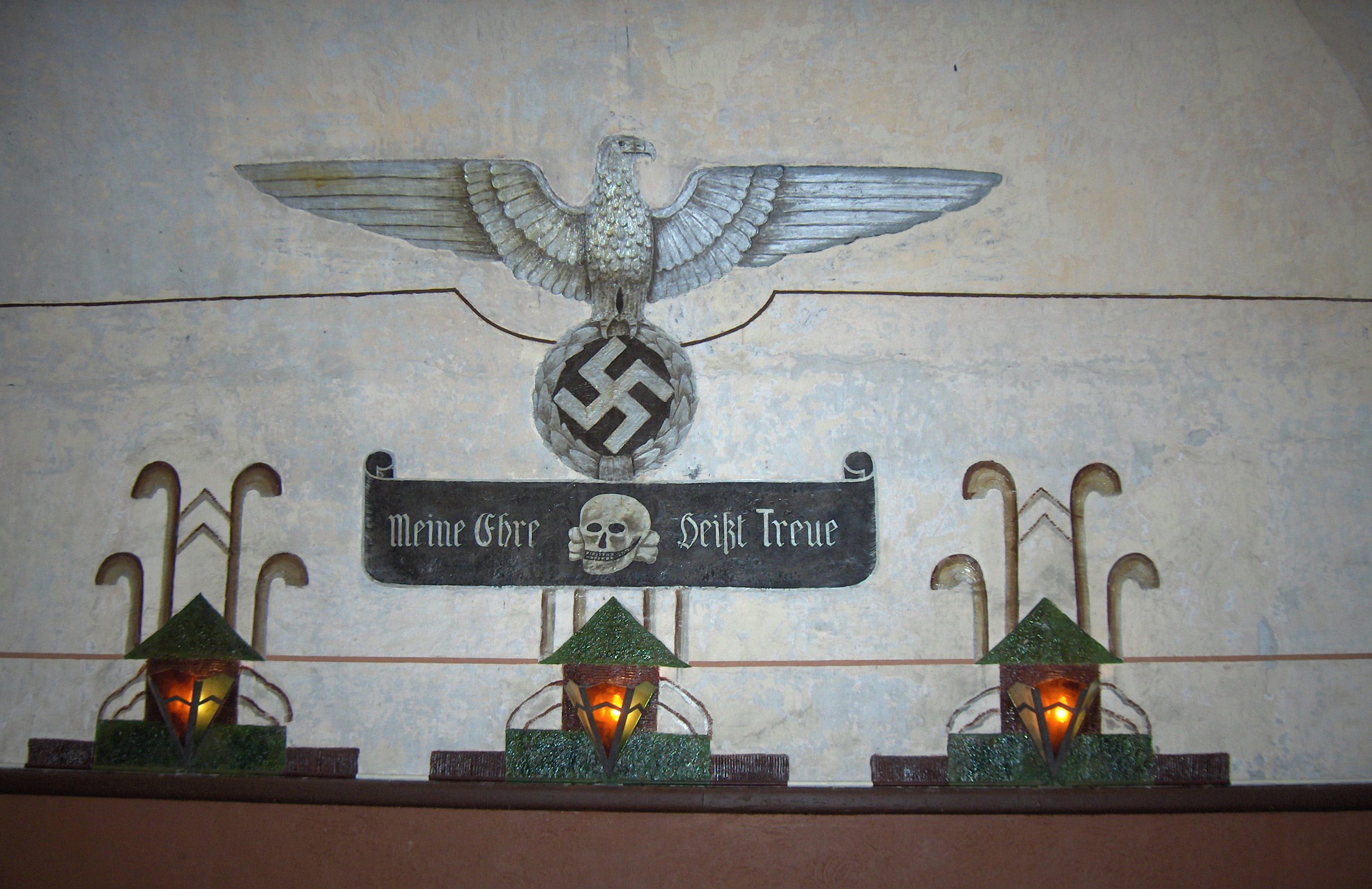
Meine Ehre heißt Treue
(„Mou ctností je věrnost“)

„Ich schwöre Dir, Adolf Hitler, als Führer und Kanzler des Reiches Treue und Tapferkeit. Ich gelobe Dir und den von Dir bestimmten Vorgesetzten Gehorsam bis in den Tod, so wahr mir Gott helfe.“
„Tobě, Adolfe Hitlere, vůdci a kancléři Německé říše, přísahám věrnost a statečnost. Tobě a nadřízeným, které sám jmenuješ, slibuji poslušnost až do smrti. K tomu mi dopomáhej Bůh.“
Heslem jednotek SS bylo „Meine Ehre heißt Treue“ (česky „Mou ctností je věrnost“).

## Po válce
Bývalí příslušníci SS bez ohledu na národnost i jejich vdovy mají nárok na německý důchod. V roce 1998 Německo změnilo své zákony o důchodech, aby se zabránilo jejich vyplácení válečným zločincům. V osmi spolkových zemích Německa pobíralo v roce 1998 zvláštní penzi pro takzvané „válečné oběti“ 23 501 bývalých příslušníků jednotek SS.